# Marek Paryż
Marek Paryż – polski badacz literatury, specjalizujący się w literaturze Ameryki Północnej. Profesor uczelni na Uniwersytecie Warszawskim od 2012 roku. dr hab od 2010 roku. Wykładowca Instytutu Anglistyki UW.

## Publikacje
- The Postcolonial and Imperial Experience in American Transcendentalism, Springer, 2012